# Wojciech Bonisławski
Wojciech Bonisławski (ur. 25 września 1958 w Gdańsku) – polski polonista, działacz kulturalny i muzealnik. W latach 2004–2019 dyrektor Muzeum Narodowego w Gdańsku.

## Życiorys
Absolwent filologii polskiej (specjalność teatrologiczna) na Wydziale Humanistycznym Uniwersytetu Gdańskiego (1984). Po studiach uczył języka polskiego w I Liceum Ogólnokształcącym im. Mikołaja Kopernika w Gdańsku. Następnie w 1990 rozpoczął pracę w Urzędzie Wojewódzkim gdzie do 1999 pełnił funkcję dyrektora Wydziału Kultury i Nauki, następnie w latach 1999–2004 dyrektor Departamentu Kultury, Sportu i Turystyki (sprawował nadzór nad instytucjami kultury w województwie pomorskim). W 2004 wygrał konkurs na stanowisko dyrektora Muzeum Narodowego w Gdańsku, stanowisko to pełnił do 2019. Pod dyrekcją Bonisławskiego powstały dwa nowe oddziały MNG: Zielona Brama i Muzeum Tradycji Szlacheckiej w Waplewie. W międzyczasie prowadził także zajęcia z zarządzania muzeami w Katedrze Historii Sztuki Katolickiego Uniwersytetu Lubelskiego. Był autorem i współautorem wielu wystaw: Malarstwo flamandzkie (we współpracy z Wiedniem) Transalpinum (we współpracy z Kunsthistorisches Museum), Klejnot w koronie Rzeczypospolitej. Sztuka zdobnicza Prus Królewskich, Nowi dawni mistrzowie.
Jest wieloletnim członkiem, a także byłym prezesem Gdańskiego Towarzystwa Przyjaciół Sztuki, obecnie pełni funkcję wiceprezesa tego stowarzyszenia.

## Odznaczenia
- Brązowy Medal „Zasłużony Kulturze Gloria Artis” (2011)[4]